# Jablan
 Ovo je glavno značenje pojma Jablan. Za druga značenja pogledajte Jablan (razdvojba).
Jablan (lat. Populus nigra cv. italica je drvo usko piramidalne krošnje, kultivar crne topole (Populus nigra).
Jablan raste do visine od 30 metara. Kora stabla je podužno ispucala, grane su tanke, uglavnom priljubljene uz stablo i savijaju se vrhovima ka njemu. Listovi su sitniji od listova tipske crne topole. Na stablima se nalaze isključivo muški cvjetovi, s 15 – 25 prašnika.
Koristi se kao ukrasna biljka duž šetališta, staza, puteva i parkova. Našao je i primjenu u drvnoj industriji, naročito u izradi namještaja.